# Сколимовская, Камила
Ками́ла Сколимо́вская (пол. Kamila Skolimowska; 4 ноября 1982, Варшава — 18 февраля 2009, Вила-Реал-де-Санту-Антониу, Фару) — польская метательница молота, первая в истории спорта олимпийская чемпионка по метанию молота (2000). Победила на Играх в Сиднее в возрасте 17 лет.
Дочь Роберта Сколимовского, призёра чемпионата мира по тяжёлой атлетике.
Серебряный (2002) и бронзовый (2006) призёр чемпионата Европы. Чемпионка Европы среди юниоров (1997) и чемпионка мира среди юниоров (1999). Многократная чемпионка Польши и рекордсменка Польши (76 м 83 см, 2007).
18 февраля 2009 года Камилла Сколимовская скоропостижно скончалась на тренировке во время сборов в Португалии. Причиной смерти стала эмболия лёгочной артерии.  Известно также, что, несмотря на заметно ухудшившееся незадолго до смерти состояние здоровья, в частности, появившиеся проблемы с дыханием, Сколимовская продолжала тренироваться в прежнем режиме.

## Место в рейтинге IAAF
- 2001 – 2.
- 2002 – 4.
- 2003 – 8.
- 2004 – 3.
- 2005 – 3.
- 2006 – 3.